# Сан-Джованни-дельи-Эремити
Сан-Джованни-дельи-Эремити (итал. San Giovanni degli Eremiti — предположительно святого Иоанна — отшельника) — бывший бенедиктинский монастырь в Палермо, один из образцов арабо-норманнского стиля. 3 июля 2015 года внесен ЮНЕСКО в список объектов всемирного культурного наследия, как часть арабо-норманнского наследия Палермо.

## История монастыря
Монастырь Сан-Джованни-дельи-Эремити расположен в Палермо на улице Бенедиттини, между Норманнским дворцом и церковью Сан-Джузеппе-ин-Кафассо (прежнее название Сан-Джорджо-ин-Кемония).
По местному преданию, до IV века на этом месте находился языческий храм Меркурия (Гермеса). Впоследствии территория перешла в руки знатной семьи, из которой происходил будущий папа Григорий Великий. В конце VI века папа Григорий I основал в своих владениях бенедиктинский мужской монастырь и освятил его в честь апостола от 70 Ермия (Hermes), переосмыслив тем самым устоявшееся языческое название. После арабского завоевания монастырь, как и все остальные христианские храмы, был превращён в мечеть. Вопреки ожиданиям, исследователям не удалось обнаружить следов античного храма, раннехристианского монастыря или мечети на месте Сан-Джованни-дельи-Эремити, так что убедительно подтвердить изложенную легенду не удалось. Возможно, что монастырь связали с Григорием Великим для придания большего веса новой обители.

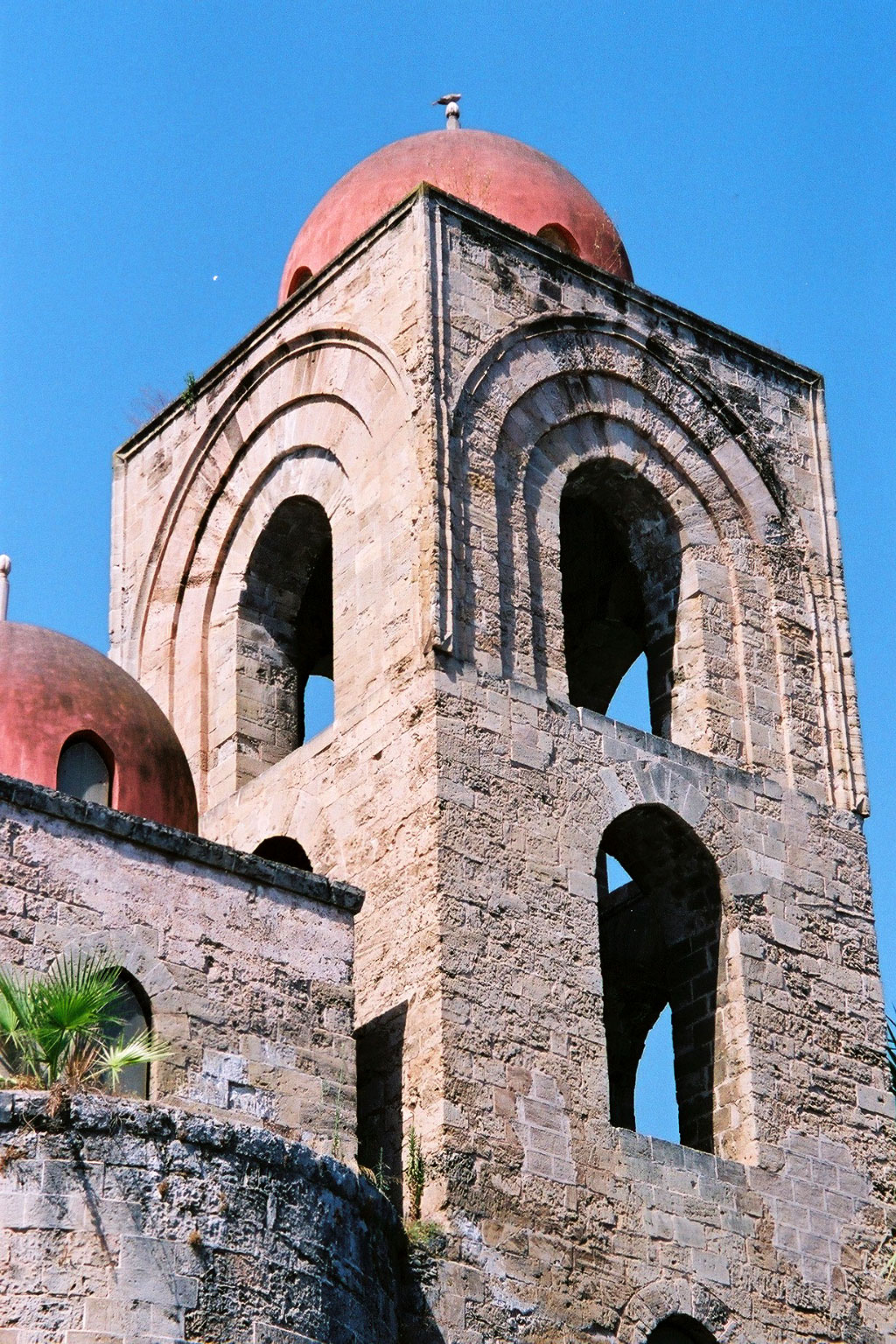
Кампанила Сан-Джованни-дельи-Эремити

Документальное начало истории монастыря начинается уже при Отвилях и связано с первым сицилийским королём Рожером II. В 1136 году по его повелению и на его средства недалеко от королевского дворца было начато строительство нового бенедиктинского монастыря для анахоретов из Монтеверджине. Грамотой 1148 года Рожер II закрепил привилегированное положение обители. Настоятель монастыря получил сан епископа и стал духовником короля, ему же предоставлялось почётное право совершать Богослужение в королевской Палатинской капелле. В той же грамоте Рожер II заявил о своём желании обустроить в монастыре усыпальницу всех некоронованных членов своей семьи и своих приближённых, что по неизвестным причинам не было исполнено. Новый монастырь был посвящён Иоанну Богослову, а полное название означает, по одной из версий, обитель святого Иоанна-отшельника (eremiti — искажённый hermit). По другой версии, eremiti — это искажение прежнего названия монастыря в честь апостола Ермия, и, таким образом, в имени монастыря сохранилась память об античном языческом храме.
Документы по последующей истории Сан-Джованни-дельи-Эремити практически не сохранилось. Вероятно, упадок монастыря начался уже после смерти Рожера II. В 1464 году кардинал Джованни Никола Урсино просил у папы Павла II позволения заселить опустевший монастырь бенедиктинцами из Сан-Мартино-делле-Скале. В 1535 году Карл V, единственный из Габсбургов посетивший Сицилию, выделил средства на необходимые реставрационные работы в монастыре.
В 1866 году Сан-Джованни-дельи-Эремити, как и большинство итальянских монастырей, был секуляризован. В 1882 году в результате тщательной реставрации под руководством Джузеппе Патриколо монастырскому комплексу был возвращён исторический арабо-норманнский облик. В настоящее время в помещениях монастыря размещается музей.

## Архитектура

### Монастырская церковь

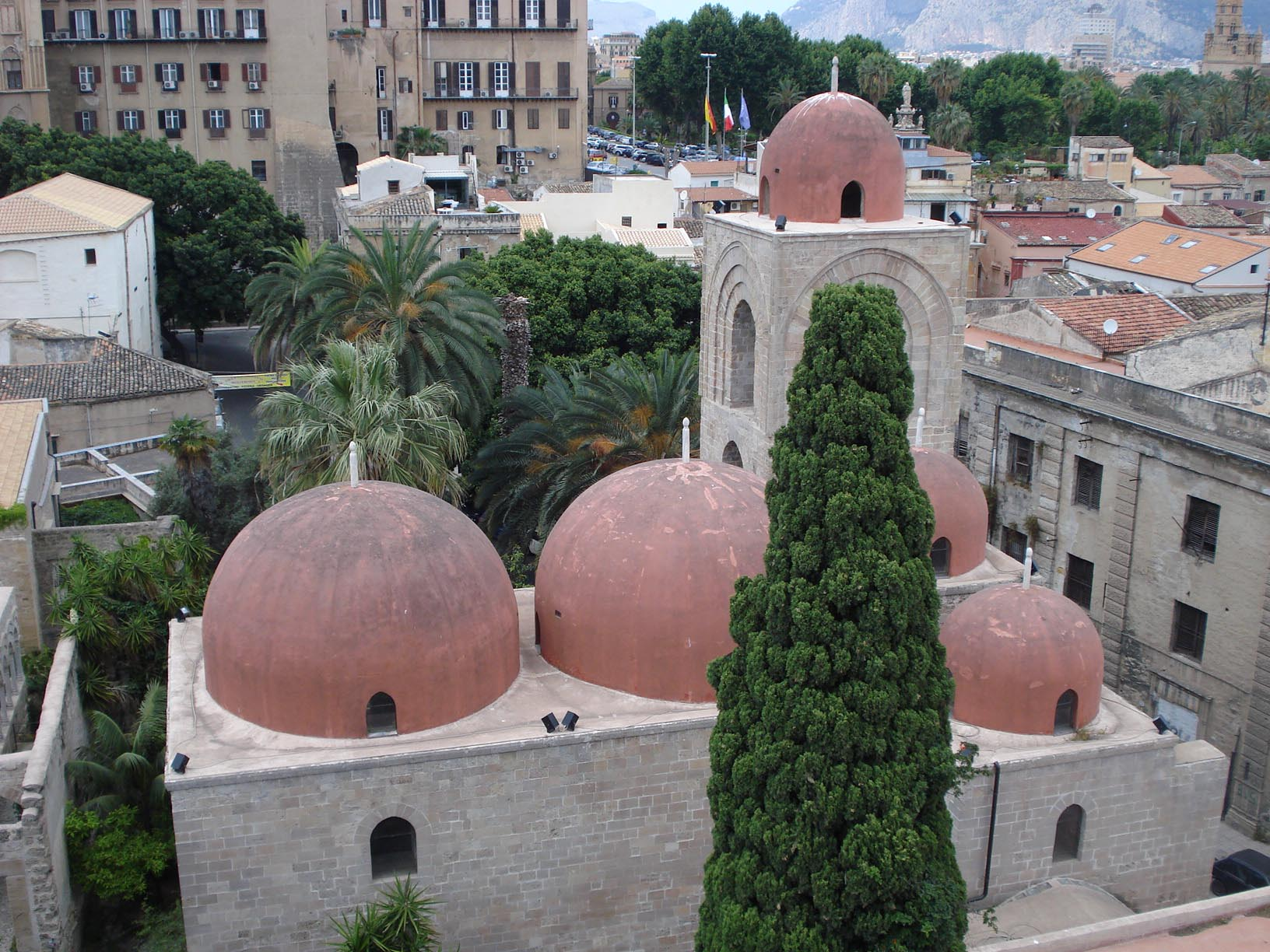
Вид на церковь с соседней колокольни Сан-Джузеппе-ин-Кафассо

Церковь монастыря является одним из образцов арабо-норманнского стиля. Арабское влияние наиболее очевидно проявляется в пяти красных полусферических куполах храма, приподнятых на цилиндрических барабанах, причём барабаны не видны снаружи. Такие купола являются характерными для мечетей фатимидского периода в Египте и Магрибе. На Сицилии подобные купола сохранились в нескольких церквах Палермо (наиболее известная — Сан-Катальдо) и в провинции (например, Санти-Пьетро-э-Паоло-д'Агро). Характерными чертами арабо-норманнского стиля являются также вытянутые полуовальные оконные проёмы, обрамлённые ложными арками (на кампаниле).

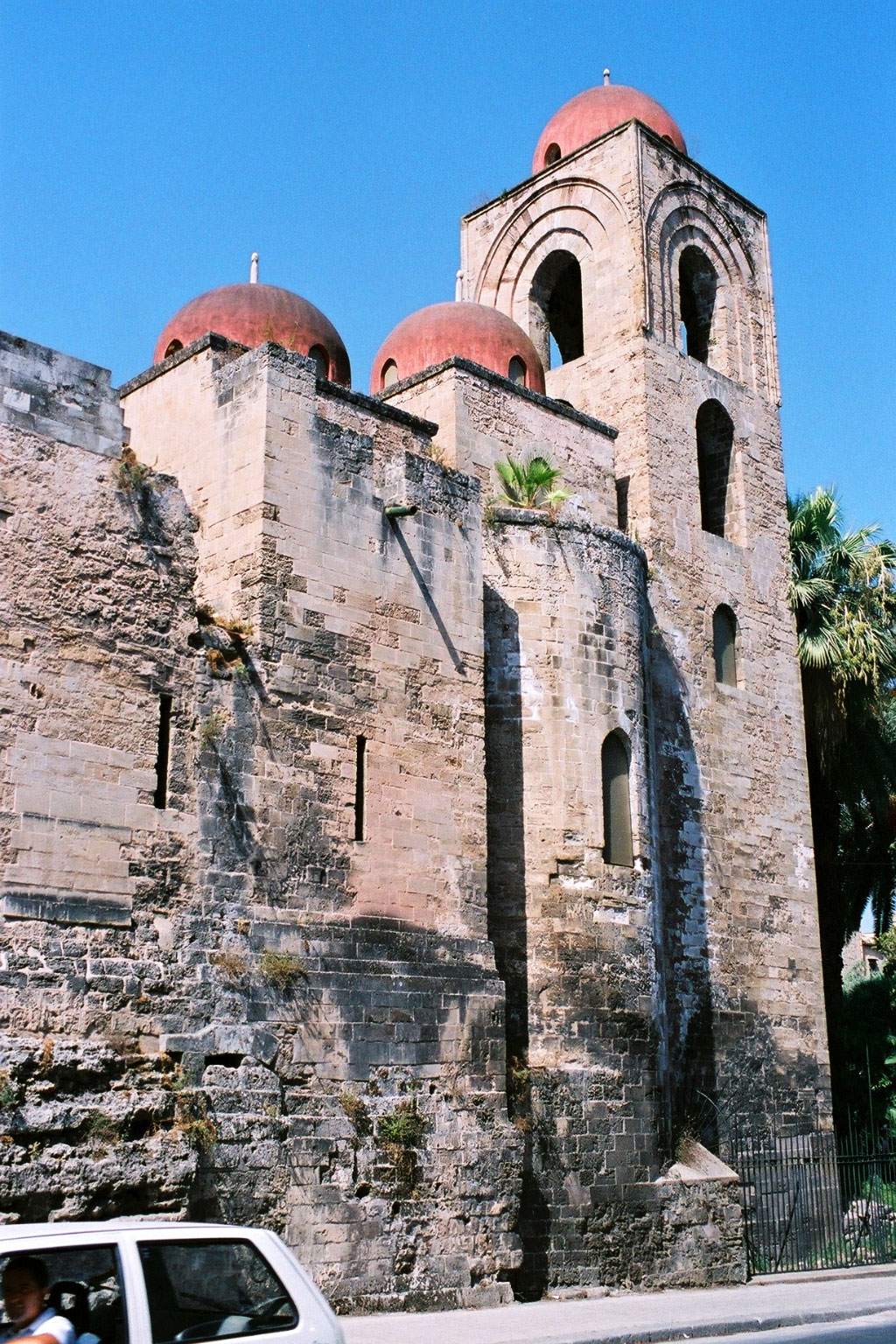
Восточный фасад (со стороны виа Бенедиттини)

В плане церковь Сан-Джованни-дельи-Эремити представляет собой усечённый латинский крест, то есть букву Т, соединённый с византийской трёхапсидной структурой. Такой план является распространённым в норманнской Сицилии. Длинный единственный неф, разделённый арками на три равных участка, пересечён коротким трансептом. Главная ось храма ориентирована по византийскому обычаю по линии запад-восток. Главная апсида (пресбитерий) выступает за контуры здания, две другие (диаконник и жертвенник) устроены в ветвях трансепта и не видны снаружи. Интерьер трехнефной церкви строг и почти лишён орнаментики. Следов мозаик и фресок не обнаружено.

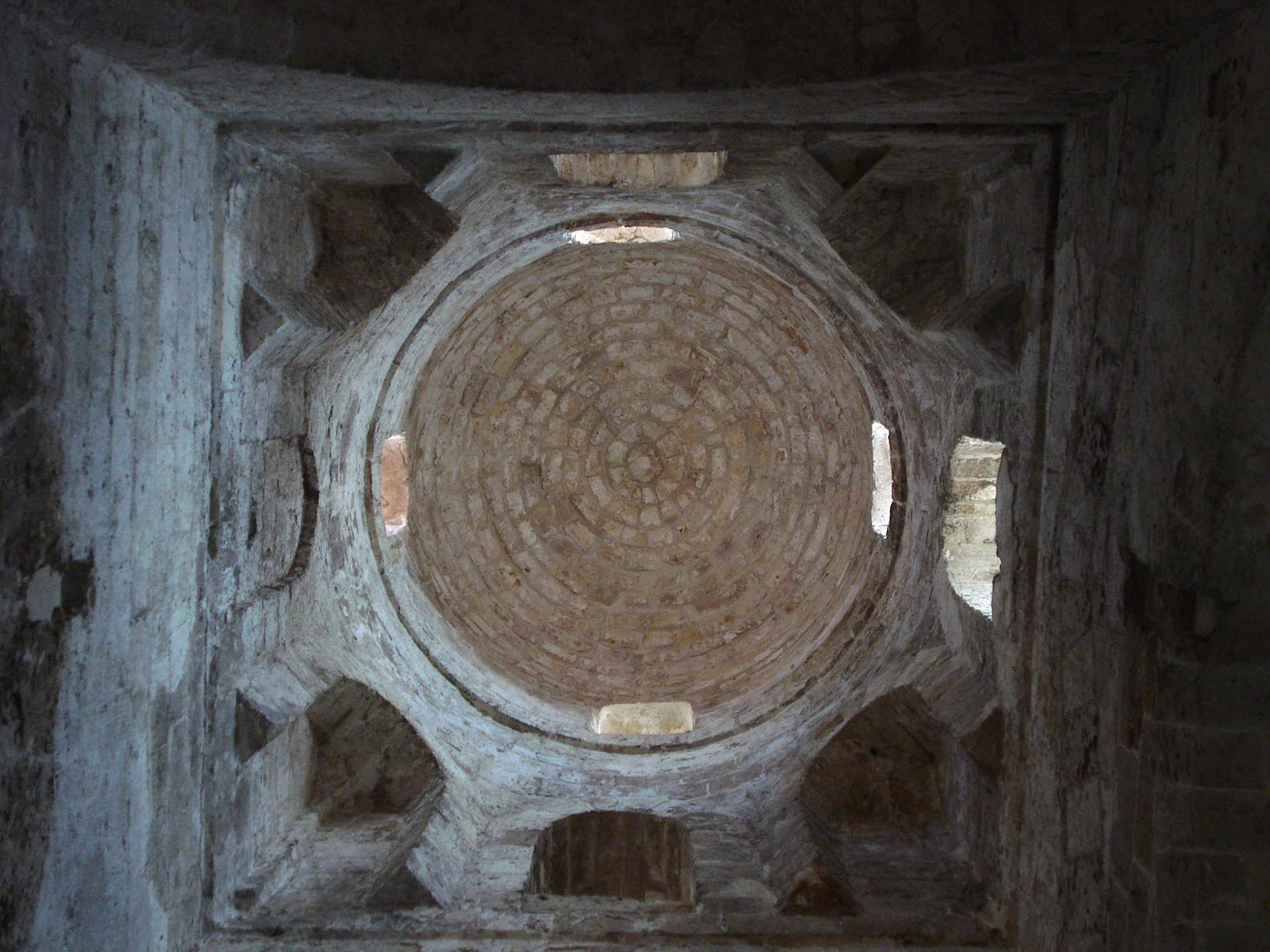
Один из куполов церкви

Три купола накрывают три участка трансепта и расположены, таким образом, вдоль главной оси церкви. Подобную конструкцию на Сицилии имеет палермская церковь Сан-Катальдо и базилианский храм Санти-Пьетро-э-Паоло-д’Агро, а за пределами острова схожие церкви и мечети можно видеть в Апулии, островной Греции, Магрибе, Египте и на Кипре. Четвёртый купол устроен над правой (южной) ветвью трансепта. В левую (северную) ветвь трансепта встроена четырёхъярусная кампанила, которая, в свою очередь, тоже увенчана куполом. Из пяти куполов церкви только два (над нефом) являются одинаковыми и расположены на одной высоте, три оставшихся отличаются друг от друга как по размерам, так и по высотности.
Во время реставрационных работ 1882 года Патриколо обнаружил под трансептом крипту, служившую монашеской усыпальницей.

### Трапезная

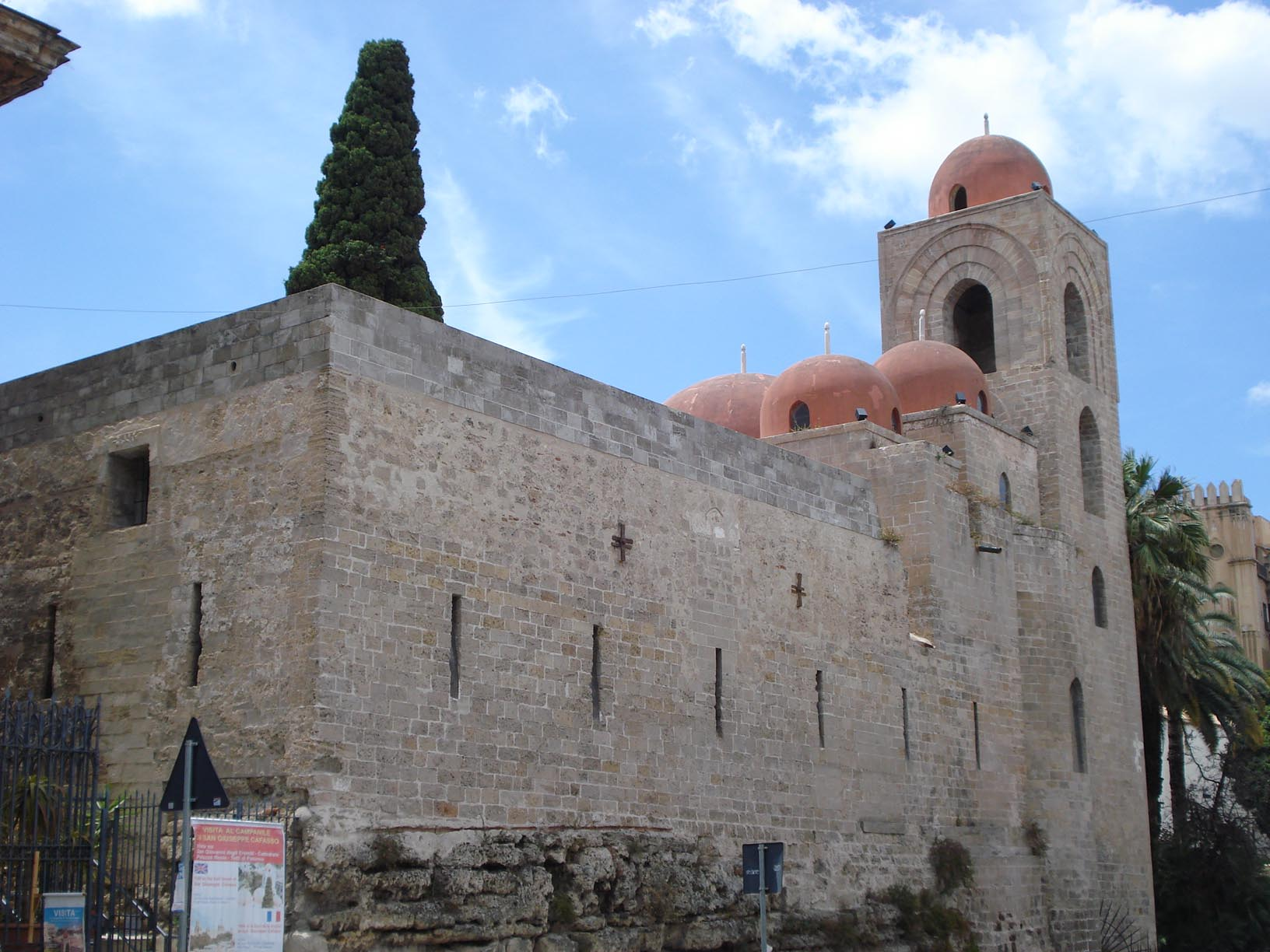
Церковь (справа) и трапезная (слева) — вид с виа Бенедеттини

К правой части трансепта пристроено вытянутое узкое прямоугольное здание. Первоначально предполагалось (и по-прежнему указывается в большинстве путеводителей), что это здание представляет собой перестроенную арабскую мечеть IX-XI века постройки. Тем не менее, Патриколо не нашёл подтверждения этой версии: не обнаружено следов михраба, а существующая каменная кладка датируется более поздним, по сравнению с церковью, периодом.

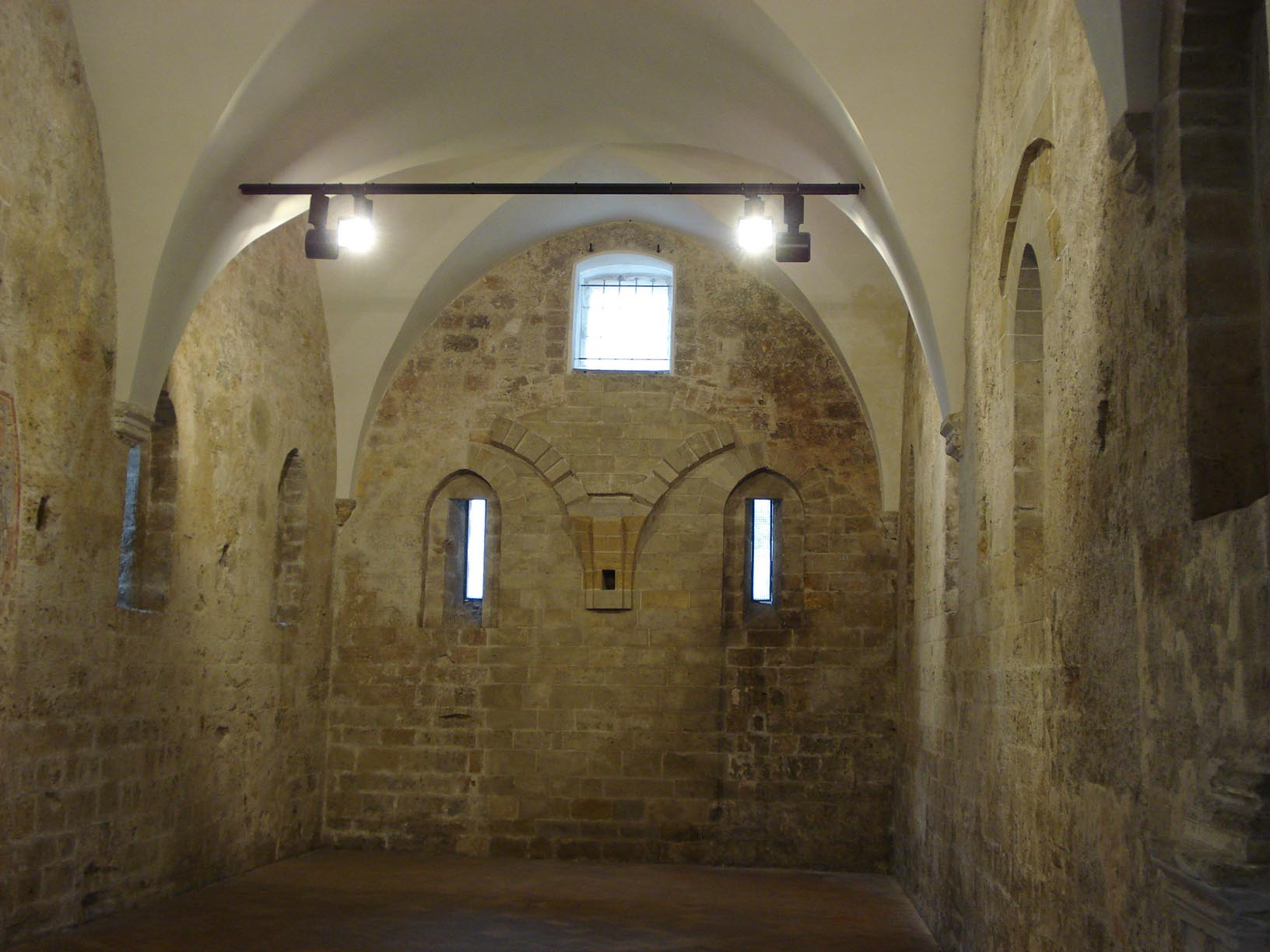
Интерьер трапезной

Внешне здание представляет собой сложенный из крупных каменных блоков параллелепипед без всяких украшений, с узкими окнами-бойницами. В интерьере, тем не менее, сохранились некоторые архитектурные особенности, позволяющие идентифицировать предназначение строения. Вдоль длинной восточной стены, примерно на уровне 2/3 нынешней высоты здания, отчётливо видны следы пяти ранее существовавших арок. Эти арки продолжаются, но уже менее заметно, вдоль всех стен здания (по пять — вдоль длинных сторон, по две — вдоль коротких); внутри каждой арки расположено узкое окно-бойница. Посреди пола, в своём нынешнем виде относящегося к XVII-XVIII векам, сохранились следы четырёх пилонов.

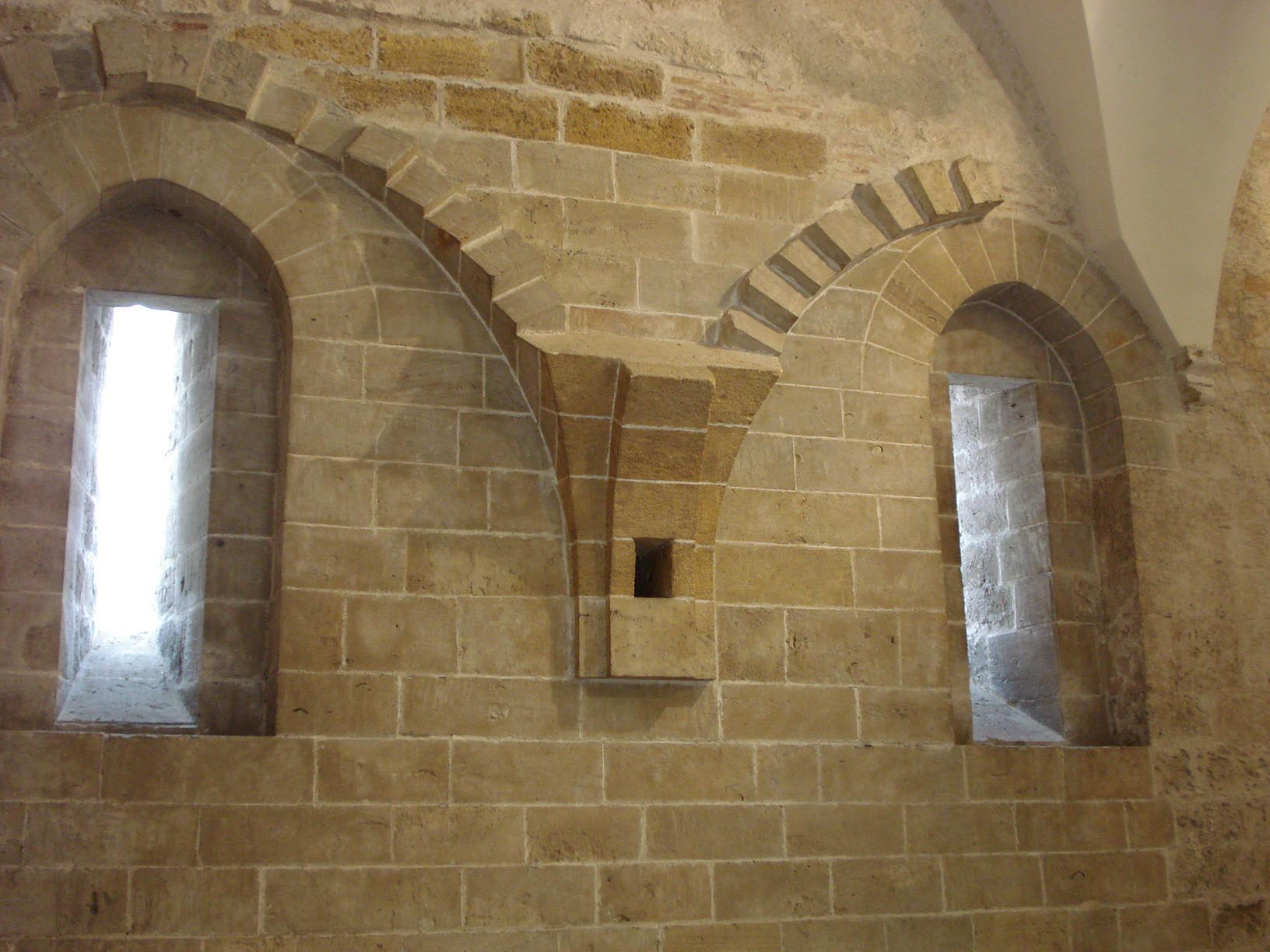
Остатки арок, поддерживавших крестовые своды (XII век)

Эти данные позволяют реконструировать первоначальный вид здания: оно было перекрыто крестовыми сводами, опиравшимися на арки и пилоны. Такой интерьер указывает на то, что здание являлось монашеской трапезной.
Другая, менее распространённая, версия связывает это здание с намерением Рожера II обустроить в Сан-Джованни-дельи-Эремити усыпальницу для членов своей семьи и приближённых. В этом случае под каждой из арок мог размещаться саркофаг. Впрочем, никаких следов захоронений, кроме монашеских в церковной крипте, Патриколо найти так и не удалось.
Не удалось установить, обрушились ли впоследствии сооружённые в XII веке крестовые своды, либо их постройка вообще не была завершена. В любом случае здание долгое время стояло без кровли и лишь в XVII—XVIII веках было перекрыто крестовыми сводами, расположенными выше их первоначального уровня.

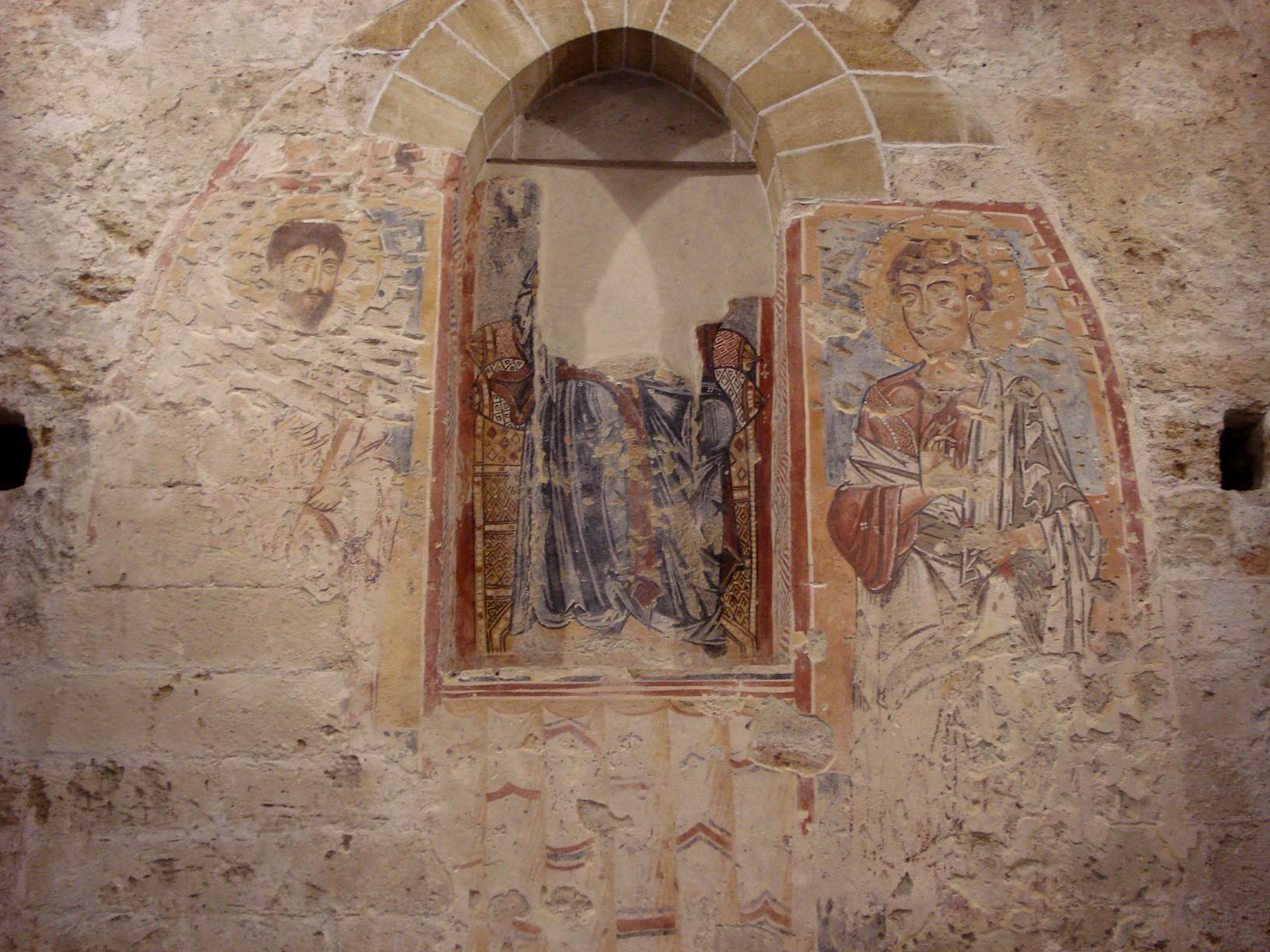
Сохранившиеся фрески трапезной: Богородица Одигитрия (?), апостолы Ермий (?)и Иоанн Богослов(?)

Длительное отсутствие кровли привело к исчезновению большинства фресок, когда-то украшавших стены. Сохранились лишь отдельные следы геометрических узоров и надписей, а также три анонимные фигуры, датируемые XII веком. Центральная фигура (сохранилась лишь нижняя часть) обычно интерпретируется как Богородица Одигитрия. Предстоящие ей мужские фигуры традиционно связываются с именами апостолов Ермия и Иоанна Богослова, покровителей обители.

### Клуатр
К северо-западному углу церкви примыкает клуатр — прямоугольный двор, ограниченный двойной колоннадой. Длинные стороны двора состоят из 12 арок, короткие — из 8. Полукруглые арки опираются на ряд двойных колонн коринфского ордера. Такая планировка двора была повторена в других памятниках арабо-норманнского стиля (Маджионе, собор Монреале) XII века.
Особенностью клуатра Сан-Джованни-дельи-Эремити является отсутствие какой-либо кровли над прогулочными галереями (в монастырских клуатрах эти галереи всегда крытые). В западной части клуатра обнаружены прямоугольные отверстия, в которые предположительно могли помещаться брусья для поддержки деревянной кровли. Тем не менее, в 1882 году Патриколо обнаружил над галереями клуатра только временную кровлю более позднего времени, и даже она не сохранилась (погибла во время бомбардировок союзников в 1943 году). Вопрос от том, были ли галереи крытыми в XII веке, остаётся открытым.
Ещё одной необъяснённой особенностью клуатра является его размещение относительно церкви. В большинстве монастырей клуатр пристроен к одной из стен церкви, а в Сан-Джованни-дельи-Эремити он примыкает к её углу. Предполагается, что монастырский комплекс предполагался гораздо большим, и в нём должно было быть два клуатра: один — существующий, а второй должен был располагаться симметрично к первому относительно церкви. Подтверждением этой гипотезы являются четыре арки с окнами-бойницами, расположенные на южной стороне церкви, и обнаруженные Патриколо там же следы пилонов. Вопрос о том, существовал ли этот второй клуатр или только проектировался, остаётся открытым. Развивая эту гипотезу, исследователи предполагают, что в этом непостроенном или разрушенном втором клуатре могли размещаться, в соответствии с желанием Рожера II, саркофаги членов семьи Отвилей и королевских приближённых.

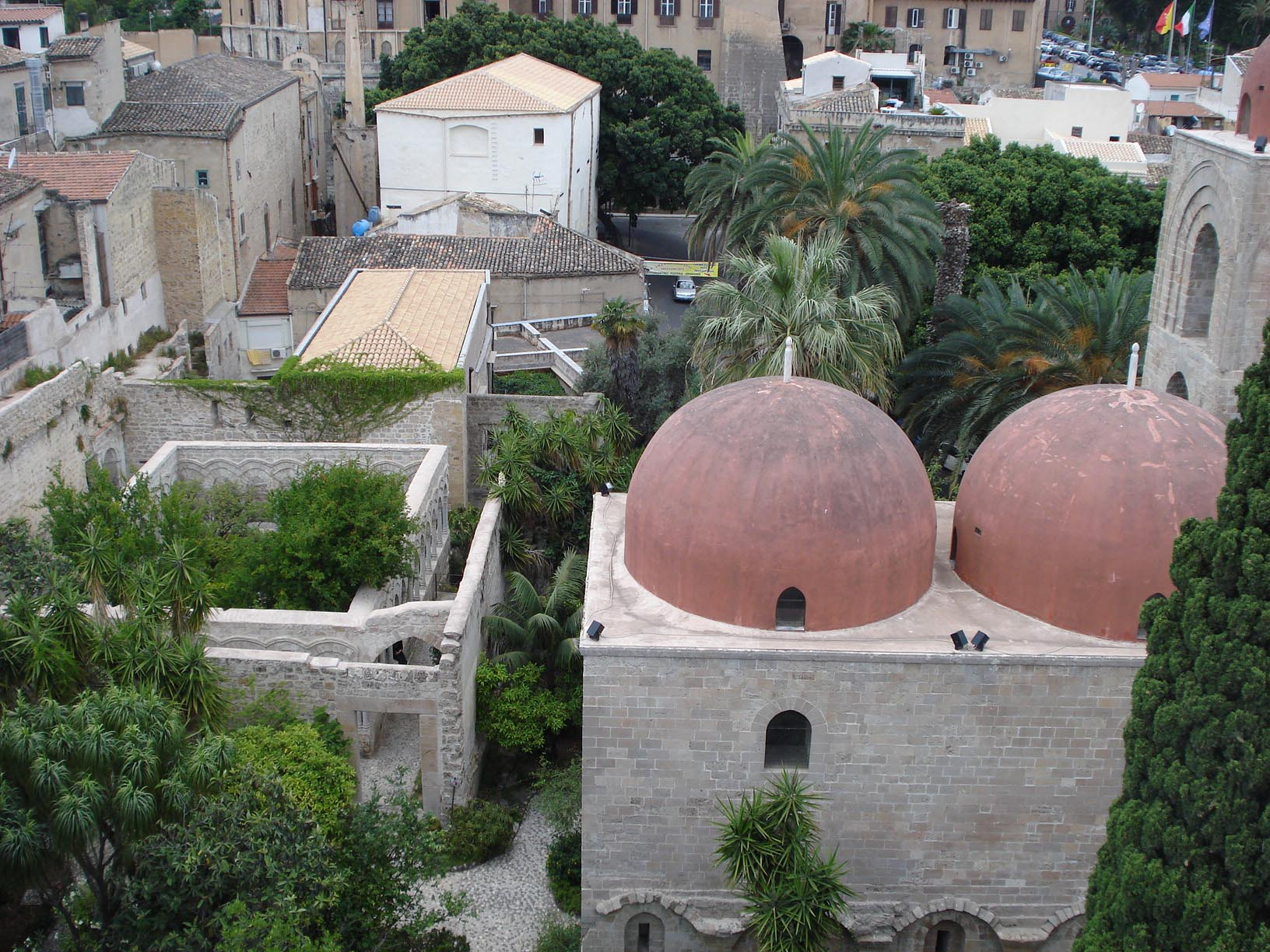
Взаимное расположение церкви (справа) и клуатра (слева) — вид с колокольни Сан-Джузеппе-ин-Кафассо
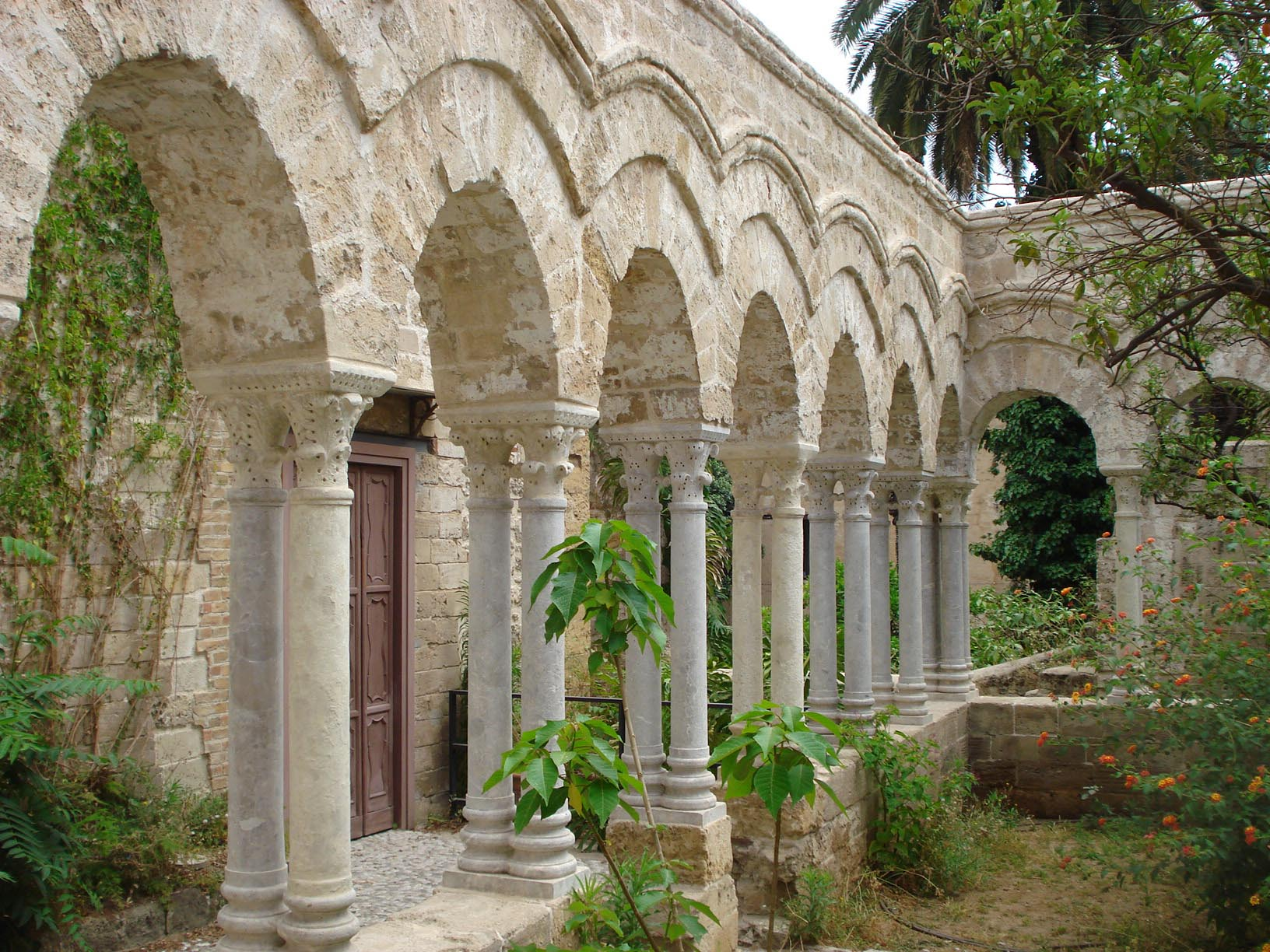
Колоннада клуатра
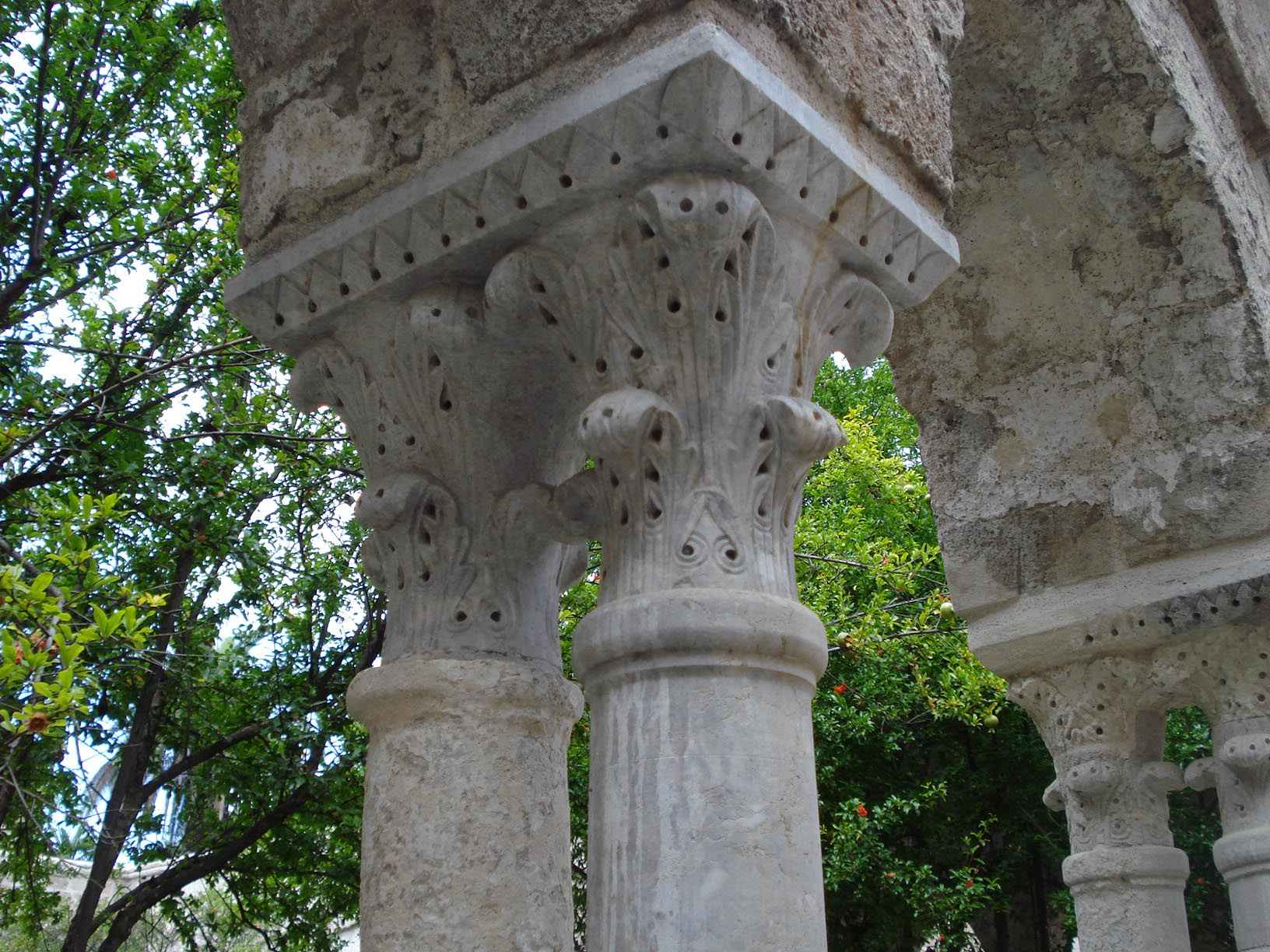
Капители колонн клуатра